# Ole Vedfelt
Ole Vedfelt (ur. 1941) – duński psycholog analityczny i terapeuta, twórca wielowymiarowej teorii marzeń sennych oraz psychologii cybernetycznej. Jest również autorem nowel i scenariuszy.

## Życiorys
Szkolił się w Instytucie Junga w Zurychu. Współzałożyciel (1980) Instytutu Junga w Kopenhadze. Odbył treningi w terapii Gestalt, psychodramie, terapii ciała, medytacji. 
W Kopenhadze założył wraz z żoną Instytut Psychoterapii Integralnej i Psychologii Cybernetycznej (1995). Członek Międzynarodowego Towarzystwa Psychologii Analitycznej (International Association for Analytical Psychology). 
Znalazł trwałe miejsce wśród takich psychologów zainspirowanych myślami Carla Gustava Junga, jak Arnold Mindell, Erich Neumann, Marie-Louise von Franz, Edward F. Edinger czy James Hillman.

## Recepcja w Polsce
Jego książki ukazują się w wielu krajach świata. Na język polski przetłumaczono następujące pozycje:
- Ole Vedfelt: Kobiecość w mężczyźnie. Piotr Billig (tł.). Wyd. 1,2. Warszawa: ENETEIA Wydawnictwo Psychologii i Kultury, 1985,2004, seria: Biblioteka jungowska. Brak numerów stron w książce
- Wymiary snów (1998)
- Poziomy świadomości (2001)